# Steve Cummings
 Stephen Phillip „Steve“ Cummings (* 19. März 1981 in Wirral) ist ein ehemaliger britischer Radrennfahrer. Nachdem er im Bahnradsport als Verfolger erfolgreich gewesen war, entwickelte er sich auf der Straße zu einem erfolgreichen Allrounder.

## Karriere
Steve Cummings war zunächst vor allem auf der Bahn aktiv. Bei den Olympischen Spielen in Athen gewann er zusammen mit Bradley Wiggins, Rob Hayles und Paul Manning die Silbermedaille in der Mannschaftsverfolgung. Ein Jahr später schafften sie es, den Weltmeistertitel zu erringen. Bei den Commonwealth Games 2006 wurde er wieder Erster mit der Mannschaft. In der Einerverfolgung sicherte er sich die Bronzemedaille. Später bei der Weltmeisterschaft in Bordeaux wurde die Mannschaft Zweiter hinter Australien.
Auf der Straße schloss sich Cummings 2005 erstmals einem internationalen Radsportteam, dem belgischen Professional Continental Team Landbouwkrediet-Colnago, an. Bei den Commonwealth Games 2006 wurde er knapp geschlagener Vierter. Seinen ersten Vertrag bei einem ProTeam erhielt er ab 2007 bei Discovery Channel.
Nachdem er 2012 die 13. Etappe der Vuelta a España gewonnen hatte, erzielte er auf der 14. Etappe der Tour de France 2015 nach Mende seinen bis dahin größten Straßenerfolg, nachdem er die an der letzten Steigung führenden Franzosen Thibaut Pinot und Romain Bardet kurz vor dem Ziel überholte. Er profitierte dabei von einem taktischen Zögern der beiden Bergspezialisten. Bei der Tour de France 2016 wiederholte er diesen Erfolg auf der bergigen Tour de France 2016/7. Etappe, indem er sich 27 Kilometer vor dem Ziel aus einer Ausreißergruppe absetzte. 2017 wurde Cummings britischer Doppelmeister: Er gewann sowohl das Einzelzeitfahren, als auch das Straßenrennen bei den britischen Straßenmeisterschaften.
Nachdem Cummings in der Saison 2019 längere Zeit aufgrund zweier Stürze, bei denen er sich einen Schlüsselbeinbruch und dann eine Wirbelfraktur zuzog, längere Zeit ausgefallen war, erhielt er von seiner Mannschaft keinen Anschlussvertrag und beendete im Alter von 38 Jahren seine Karriere als Aktiver. Während seiner Laufbahn bestritt und beendete Cummings 13 Grand Tours.
Zu Beginn der Saison 2021 wurde Cummings Trainer und Sportdirektor für den Bereich Entwicklung beim Team Ineos Grenadiers. 2025 wechselte er als Sportlicher Leiter zum Team Jayco AlUla.

## Erfolge
2005
- Weltcup Manchester Mannschaftsverfolgung
- Weltmeister – Mannschaftsverfolgung (mit Rob Hayles, Paul Manning und Chris Newton)

2006
- Commonwealth Games Mannschaftsverfolgung (mit Rob Hayles, Paul Manning und Chris Newton)

2008
- eine Etappe Giro della Provincia di Reggio Calabria
- Coppa Bernocchi

2009
- Giro del Capo Race 3

2011
- eine Etappe Algarve-Rundfahrt

2012
- eine Etappe Vuelta a España
- eine Etappe Tour of Beijing

2013
- Mannschaftszeitfahren Tour of Qatar

2014
- Gesamtwertung und eine Etappe Tour Méditerranéen

2015
- Trofeo Andratx-Mirador d´Es Colomer
- eine Etappe Tour de France

2016
- eine Etappe Tirreno–Adriatico
- eine Etappe Vuelta Ciclista al País Vasco
- eine Etappe Critérium du Dauphiné
- eine Etappe Tour de France
- Gesamtwertung Tour of Britain

2017
- Britischer Meister – Einzelzeitfahren
- Britischer Meister – Straßenrennen
- eine Etappe Giro della Toscana

## Grand-Tour-Platzierungen
| Grand Tour            | 2007 | 2008 | 2009 | 2010 | 2011 | 2012 | 2013 | 2014 | 2015 | 2016 | 2017 | 2018 | 2019 |
| --------------------- | ---- | ---- | ---- | ---- | ---- | ---- | ---- | ---- | ---- | ---- | ---- | ---- | ---- |
| Giro d’ItaliaGiro     | 110  | 96   | –    | 55   | –    | –    | 149  | –    | –    | –    | –    | –    | –    |
| Tour de FranceTour    | –    | –    | –    | 151  | –    | 95   | –    | –    | 86   | 140  | 141  | –    | 129  |
| Vuelta a EspañaVuelta | –    | –    | –    | –    | –    | 156  | –    | –    | 102  | –    | –    | 124  | –    |